# Piazza
Piazza — веб-сервис вопросов и ответов, который можно описать, как «смесь Вики и веб-форума», и который может быть использован в системах управления обучением.

## История
Pooja Sankar создала первый прототип Piazza в 2009 г. К февралю 2010 г. Piazza использовался приблизительно 600 студентами Стэнфордского университета. В январе 2011 г. Piazza открылся для всех учреждений и уже летом того же года сервисом пользовались более 330 школ и десятки тысяч студентов.
Изначально сервис функционировал под названием, 'Piazzza', в июне 2011 г. третья буква 'z' была удалена из названия Piazza.

### Финансирование
- $8M — объявлено 27 февраля 2014 г.
- $6M — объявлено 6 января 2012 г.
- $1.5M — объявлено 5 июля 2011 г.

## Сервис
Пользователи могут публично (и анонимно, если это разрешается ведущими инструкторами) задавать вопросы, отвечать на них и оставлять комментарии. Каждый вопрос может быть адресован инструкторам или всем пользователям. Ответы инструкторов отображаются сразу под вопросом и могут редактироваться только инструкторами. Пользователи имеют возможность прикреплять к сообщениям различные файлы, использовать латексное форматирование, просматривать историю изменения сообщений, подписываться на вопросы и получать уведомления по электронной почте, когда добавляются ответы. Интерфейс состоит из динамических списков сообщений в левой части экрана, центральной панели для просмотра и редактирования сообщений, и верхней панели для управления учетной записью. Согласно данным компании, среднее время ответа на вопрос в Piazza составляет 14 минут.
Piazza-классы самодостаточны и доступ к ним может быть ограничен с помощью кода доступа. Любой может создать класс, но ведущий инструктор имеет полный контроль над классом, наряду с возможностями администрирования, такими, как поддержка правильных ответов, просмотр подробной статистики и активности класса.
Команда Piazza базируется в Пало Алто, Калифорния.